# Tottenham Hotspur Football Club 1974-1975
Questa voce raccoglie le informazioni riguardanti il Tottenham Hotspur Football Club nelle competizioni ufficiali della stagione 1974-1975

## Stagione
Affidato in estate al commissario tecnico della nazionale nordirlandese ed ex allenatore dell'Hull City Terry Neill, il Tottenham ottenne al termine del campionato una sofferta salvezza, grazie alle vittorie negli scontri diretti con il Chelsea e il Luton Town.

## Maglie e sponsor
| 1a divisa | 2a divisa |

## Rosa
| N. |                             | Ruolo | Calciatore     |
| -- | --------------------------- | ----- | -------------- |
|    | Irlanda del Nord (bandiera) | P     | Pat Jennings   |
|    | Inghilterra (bandiera)      | P     | Barry Daines   |
|    | Inghilterra (bandiera)      | D     | Phil Beal      |
|    | Inghilterra (bandiera)      | D     | Ray Evans      |
|    | Inghilterra (bandiera)      | D     | Cyril Knowles  |
|    | Irlanda (bandiera)          | D     | Joe Kinnear    |
|    | Irlanda (bandiera)          | D     | Keith Osgood   |
|    | Scozia (bandiera)           | D     | Don McAllister |
|    | Galles (bandiera)           | C     | Mike England   |
|    | Inghilterra (bandiera)      | C     | John Pratt     |

| N. |                             | Ruolo | Calciatore      |
| -- | --------------------------- | ----- | --------------- |
|    | Inghilterra (bandiera)      | C     | Steve Perryman  |
|    | Scozia (bandiera)           | C     | Alfie Conn      |
|    | Scozia (bandiera)           | C     | Neil McNab      |
|    | Inghilterra (bandiera)      | C     | Ralph Coates    |
|    | Inghilterra (bandiera)      | C     | Martin Peters   |
|    | Inghilterra (bandiera)      | A     | Jimmy Neighbour |
|    | Irlanda del Nord (bandiera) | A     | Chris McGrath   |
|    | Inghilterra (bandiera)      | A     | Martin Chivers  |
|    | Scozia (bandiera)           | A     | John Duncan     |
|    | Inghilterra (bandiera)      | A     | Chris Jones     |

## Statistiche

### Statistiche di squadra
| Competizione   | Punti | Totale | Totale | Totale | Totale | Totale | Totale | DR  |
| Competizione   | Punti | G      | V      | N      | P      | Gf     | Gs     | DR  |
| -------------- | ----- | ------ | ------ | ------ | ------ | ------ | ------ | --- |
| First Division | 34    | 42     | 13     | 8      | 21     | 52     | 63     | -11 |
| FA Cup         | -     | 2      | 0      | 1      | 1      | 1      | 2      | -1  |
| Totale         | -     | 44     | 13     | 9      | 22     | 53     | 65     | -12 |